# Alectown
Alectown är en by i delstaten New South Wales i Australien. Byn hette ursprungligen Alecs Flat. Vid 2021 års folkräkning hade Alectown 151 invånare.

## Kommunikationer
Byn är belägen på landsvägen Newell Highway.